# Jakrama riparia
Jakrama riparia är en insektsart som beskrevs av Young 1977. Jakrama riparia ingår i släktet Jakrama och familjen dvärgstritar. Inga underarter finns listade i Catalogue of Life.